# Laphria xanthopus
Laphria xanthopus là một loài ruồi trong họ Asilidae. Laphria xanthopus được Wiedemann miêu tả năm 1828.